# Ukochany kraj

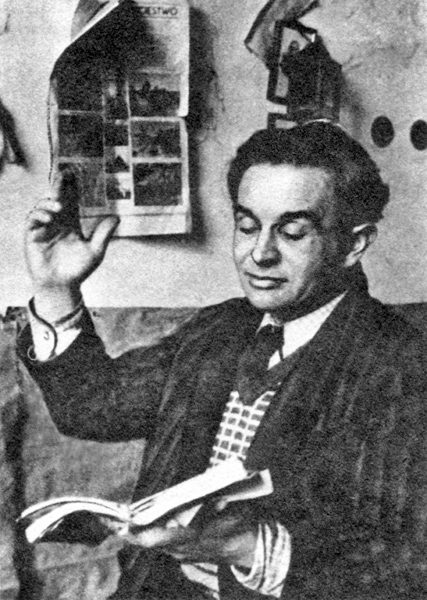
Konstanty Ildefons Gałczyński (1947)
fot. Henryk Hermanowicz

Ukochany kraj – wiersz polskiego poety Konstantego Ildefonsa Gałczyńskiego z 1953 roku, napisany jako „Wszystko tobie, ukochana ziemio”; został użyty jako słowa do pieśni socrealistycznej skomponowanej przez Tadeusza Sygietyńskiego, założycielowi Państwowego Zespołu Ludowego Pieśni i Tańca „Mazowsze”, który pierwotnie wykonał utwór. Była to prawdopodobnie najbardziej rozpowszechniona pieśń propagandowa w komunistycznej Polsce. Odwołująca się do patriotyzmu piosenka wzywa do budowy nowej socjalistycznej Polski.
Według tygodnika „Wprost” utwór miał zastąpić „Mazurka Dąbrowskiego” jako hymn państwowy PRL-u.

## Tekst wiersza i pieśni
| Treść |
| --- |
| Wszystko tobie, ukochana ziemio Nasze myśli wciąż przy Tobie są Tobie lotnik triumf nad przestrzenią A robotnik daje dwoje rąk Ty przez serce nam jak Wisła płyniesz Brzmi jak rozkaz Twój potężny głos Murarz, żołnierz, cieśla, zdun, inżynier Wykuwamy Twój szczęśliwy los Ukochany kraj Umiłowany kraj Ukochane i miasta i wioski Ukochany kraj Umiłowany kraj Ukochany, jedyny, nasz, polski Ukochany kraj Umiłowany kraj Ukochana i ziemia i nazwa Ukochany kraj Umiłowany kraj Nasza droga i słońce i gwiazda My trudności wszystkie pokonamy Żaden wróg nie złamie hartu w nas W słońce jutra otworzymy bramy Rozśpiewamy, rozświecimy czas To dla Ciebie najgorętsze słowa Wszystkie serca, siła wszystkich rąk To dla Ciebie, piękna i Ludowa Każdy dzień i każdy nowy dom Ukochany kraj Umiłowany kraj Ukochane i miasta i wioski Ukochany kraj Umiłowany kraj Ukochany, jedyny, nasz, polski Ukochany kraj Umiłowany kraj Ukochana i ziemia i nazwa Ukochany kraj Umiłowany kraj Nasza droga i słońce i gwiazda |

## Wykonania
W 2001 roku powstał spektakl musicalowy Ukochany Kraj... w reżyserii Janusza Józefowicza w teatrze muzycznym Studio Buffo.
Pieśń podczas Koncertu dla Niepodległej 10 listopada 2018 na Stadionie Narodowym w Warszawie dla 37-tysięcznej publiczności wykonali: L.U.C., Rebel Babel Ensemble, Tulia.